# Jim Olin

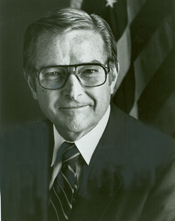
Jim Olin

James Randolph „Jim“ Olin (* 28. Februar 1920 in Chicago, Illinois; † 29. Juli 2006 in Charlottesville, Virginia) war ein US-amerikanischer Politiker. Zwischen 1983 und 1993 vertrat er den Bundesstaat Virginia im US-Repräsentantenhaus.

## Werdegang
Jim Olin besuchte bis 1941 das Deep Springs College in Kalifornien. Danach studierte er bis 1943 an der Cornell University in Ithaca (New York). Während des Zweiten Weltkrieges diente er zwischen 1943 und 1946 im Army Signal Corps. Nach dem Krieg wurde er Bürgermeister (Supervisor) der Stadt Rotterdam. Im Jahr 1953 saß er im Kreisrat des Schenectady County. Von 1947 bis 1982 arbeitete er in verschiedenen Positionen in der Führungsebene von General Electric. Politisch war er Mitglied der Demokratischen Partei.
Bei den Kongresswahlen des Jahres 1982 wurde Olin im sechsten Wahlbezirk von Virginia in das US-Repräsentantenhaus in Washington, D.C. gewählt, wo er am 3. Januar 1983 die Nachfolge von M. Caldwell Butler antrat. Nach vier Wiederwahlen konnte er bis zum 3. Januar 1993 fünf Legislaturperioden im Kongress absolvieren. Im Jahr 1992 verzichtete er auf eine weitere Kandidatur. Nach dem Ende seiner Zeit im US-Repräsentantenhaus zog sich Jim Olin in den Ruhestand zurück. Er starb am 29. Juli 2006 in Charlottesville. Mit seiner Frau Phyllis Avery hatte er fünf Kinder.